# Streneac
Streneac románul: Streneac, falu Romániában, a Bánságban, Krassó-Szörény megyében.

## Fekvése
Szikesfalu (Sicheviţa) mellett fekvő település.

## Története
Streneac korábban Szikesfalu (Sicheviţa) része volt. 1956-ban vált külön településsé 49 lakossal.
1966-ban 41, 1977-ben 51, 1992-ben 8, a 2002-es népszámláláskor pedig 16 román lakosa volt.